# Люй Ґуан
Люй Ґуан (кит. трад.: 呂光; піньїнь: Lü Guang; 337-400) — засновник і перший правитель Пізньої Лян періоду Шістнадцяти держав.

## Життєпис
Походив з племені ді. Його батько, Люй Полоу, обіймав важливі посади при дворі правителів Ранньої Цінь. 357 року Люй Ґуан став полководцем, а наступного року завдав поразки та взяв у полон прийомного сина Чжан Піна Чжан Хао.
367 року Люй Ґуан придушував повстання місцевих правителів. 370 року війська під командуванням Люй Ґуана знищили армію Ранньої Янь, після чого отримав власні володіння. 380 року він придушив повстання у Цзічені (сучасний Пекін).
Свій перший аристократичний титул Люй Ґуан отримав на початку 387 року. У той період його зусилля були спрямовані на нарощування своєї могутності в провінції Лян. Наприкінці того ж року він переміг і стратив Чжан Даю, сина останнього правителя Ранньої Лян Чжан Тяньсі.
Навесні 389 року Люй Ґуан отримав титул князя Саньхе. Він зробив свою дружину, панну Ши, княгинею, а свого сина, Люй Шао — своїм офіційним спадкоємцем.
391 року Люй Ґуан здійснив невдалий напад на Західну Цінь. Утім від того моменту почалась серія битв із Західною Цінь. 392 року після кількох поразок його синів Люй Ґуан сам очолив атаку на місто Фухан (в сучасній Лінься-Хуейській автономній префектурі, Ганьсу), захопивши його та змусивши тамтешнього володаря тікати.
Наприкінці 394 року Люй Ґуан відрядив свого сина Люй Фу захопити форпост Гаочан (сучасний Турфан, Сіньцзян-Уйгурський автономний район). Від того моменту Пізня Лян утримувала під своїм контролем більшу частину провінції Сіюй.
396 року Люй Ґуан проголосив себе «Небесним Князем», таким чином висунувши претензії на імператорський титул.
Його правління позначилось постійними війнами. Люй Ґуан то завойовував нові, то втрачав свої території. До 398 року західна частина його володінь, в тому числі й Сіюй, були захоплені Північною Лян. 399 року Люй Шао та Люй Цюань спробували атакувати Північну Лян, утім останній на допомогу прийшла Південна Лян, і сини Люй Ґуана були змушені відступити.
На початку 400 року Люй Ґуан важко захворів. Він передав владу своєму сину Люй Шао й закликав його довіряти своїм братам. Того ж дня імператор помер, а трон зайняв Люй Шао. Втім його брати підбурили повстання, дуже скоро повалили його, а на престол зійшов Люй Цзуань. Боротьба за владу, втім, не вщухала, що зрештою призвело до падіння династії 403 року.

## Девізи правління
- Тай'ань (太安) 386—389
- Ліньцзя (麟嘉) 389—396
- Лунфей (龍飛) 396—400